# Marie-Claire Pauwels
Pour les articles homonymes, voir Pauwels.
Marie-Claire Pauwels (3 septembre 1945 à Paris - 23 mai 2011 à Paris,) est une journaliste française. En avril 1980, elle lance le magazine Madame Figaro, dont elle devient la première rédactrice en chef et reçoit le  prix Roger-Nimier en 2003 pour son ouvrage autobiographique Fille à papa,.

## Biographie
Marie-Claire Pauwels est la fille de Suzanne Brégeon et de Louis Pauwels. Elle a eu deux enfants : Louis (d'un premier mariage avec Éric Lecoeur, artiste peintre, épousé en 1970) et Eléonore (en secondes noces, avec Arthur de La Grandière, homme d'affaires, épousé en 1991).
Après des études à Neuilly-sur-Seine, à Saint-Germain-en-Laye, et au lycée Victor-Duruy, à Paris, elle entre au Centre de formation des journalistes. 

### Carrière
Elle commence  sa carrière de journaliste en 1965 comme rédactrice dans la revue dirigée par son père, Planète-Penéla (1965-1967). Elle écrit ensuite en tant que pigiste ou rédactrice pour plusieurs titres : Votre Beauté, 20 ans, L'Écho de la mode, Femmes d'aujourd'hui, etc..
En 1975, elle crée le magazine pour jeunes filles Jacinte, dont elle est la rédactrice en chef jusqu'en 1980. Elle prend alors, sous l'autorité de son père, la tête des services féminins du Figaro Magazine et crée Madame Figaro, qu'elle dirige pendant une vingtaine d'années. Sa ligne éditoriale est « bon chic bon genre ».
Elle a notamment contribué à « lancer la carrière » de Stéphane Bern.
Marie-Claire Pauwels sera élue conseillère municipale à Trouville-sur-Mer en 2001.
Elle vit à Passy (16e arrondissement de Paris) et possède une maison de vacance en Corse.

### Mort
Elle meurt en 2011 des suites d'un cancer.

## Distinctions
- Chevalière de l'ordre national du Mérite (1995)